# Solitäribis
Solitäribis (Threskiornis solitarius) är en utdöd fågel i familjen ibisar inom ordningen pelikanfåglar.
Solitäribisen var endemisk för vulkanön Réunion i Indiska oceanen och dog ut på 1700-talet. Flera olika beskrivna större flygoförmögna arter ifrån denna ö bedöms idag ha varit denna art. Det första subfossilet återfanns 1974 men det var först 1987 som Mourer-Chauviré och Moutou beskrev fossilet vetenskapligt och kopplade det till arten. Solitäribisens närmsta släktingar är madagaskaribis och helig ibis.